# العلاقات المغربية الغرينادية
العلاقات المغربية الغرينادية هي العلاقات الثنائية التي تجمع بين المغرب وغرينادا.

## مقارنة بين البلدين
هذه مقارنة عامة ومرجعية للدولتين:
| وجه المقارنة                                              | المغرب                                 | غرينادا                                         |
| --------------------------------------------------------- | -------------------------------------- | ----------------------------------------------- |
| المساحة (كم2)                                             | 710.85 ألف                             | 348                                             |
| عدد السكان (نسمة)                                         | 36.07 مليون                            | 107.83 ألف                                      |
| الكثافة السكانية (ن./كم²)                                 | 50.74                                  | 30.99 ألف                                       |
| العاصمة                                                   | الرباط                                 | سانت جورجز                                      |
| اللغة الرسمية                                             | اللغة العربية، أمازيغية معيارية مغربية | لغة إنجليزية، لغة غرينادا الكريولية الإنجليزية ‏ |
| العملة                                                    | درهم مغربي                             | دولار شرق الكاريبي                              |
| الناتج المحلي الإجمالي (بليون دولار)                      | 109.14 مليار                           | 1.12 مليار                                      |
| الناتج المحلي الإجمالي (تعادل القوة الشرائية) بليون دولار | 274.06 مليار                           | 1.45 مليار                                      |
| الناتج المحلي الإجمالي الاسمي للفرد دولار أمريكي          | 2.88 ألف                               | 9.21 ألف                                        |
| الناتج المحلي الإجمالي للفرد دولار أمريكي                 | 7.49 ألف                               | 12.43 ألف                                       |
| مؤشر التنمية البشرية                                      | 0.628                                  | 0.750                                           |
| رمز المكالمات الدولي                                      | +212                                   | +1473                                           |
| رمز الإنترنت                                              | .ma                                    | .gd                                             |
| المنطقة الزمنية                                           | ت ع م+01:00                            | 00                                              |

## منظمات دولية مشتركة
يشترك البلدان في عضوية مجموعة من المنظمات الدولية، منها:
| علم المنظمة | اسم المنظمة                               | تاريخ انضمام المغرب | تاريخ انضمام غرينادا |
| ----------- | ----------------------------------------- | ------------------- | -------------------- |
|             | الاتحاد البريدي العالمي                   | ?                   | ?                    |
|             | يونسكو                                    | 7 نوفمبر 1956       | 17 فبراير 1975       |
|             | البنك الدولي للإنشاء والتعمير             | 25 أبريل 1958       | 27 أغسطس 1975        |
|             | منظمة التجارة العالمية                    | 1995                | ?                    |
|             | وكالة ضمان الاستثمار متعدد الأطراف        | 17 سبتمبر 1992      | 12 أبريل 1988        |
|             | الاتحاد الدولي للاتصالات                  | 1 نوفمبر 1956       | 17 نوفمبر 1981       |
|             | منظمة الشرطة الجنائية الدولية             | ?                   | ?                    |
|             | مؤسسة التمويل الدولية                     | 30 أغسطس 1962       | 28 أغسطس 1975        |
|             | الأمم المتحدة                             | 12 نوفمبر 1956      | 17 سبتمبر 1974       |
|             | مؤسسة التنمية الدولية                     | 29 ديسمبر 1960      | 28 أغسطس 1975        |
|             | منظمة حظر الأسلحة الكيميائية              | ?                   | ?                    |
|             | المركز الدولي لتسوية المنازعات الاستشارية | 10 يونيو 1967       | 23 يونيو 1991        |

## وصلات خارجية
- موقع وزارة الخارجية المغربية